# Comté de Clark (Washington)
Pour les articles homonymes, voir Comté de Clark.
Le comté de Clark (anglais: Clark County) est un comté de l'État américain de Washington. Il est situé dans le sud de l'État, bordé par le fleuve Columbia. Son siège est Vancouver. Selon le recensement de 2010, sa population est de 425 363 habitants.

## Géolocalisation
|                            | Comté de Cowlitz            |                   |
|                            | Comté de Clark              | Comté de Skamania |
| Comté de Columbia (Oregon) | Comté de Multnomah (Oregon) |                   |